# 迈克·布尔曼
迈克·布尔曼（德語：Maik Bullmann，1967年4月25日—），德国男子摔跤运动员。他曾代表东德、德国参加1988年、1992年和1996年夏季奥林匹克运动会摔跤比赛，获得一枚金牌和一枚铜牌。